# Nathan Homer Knorr
Nathan Homer Knorr (Bethlehem (Pennsylvania), 23 april 1905 – 8 juni 1977) was de derde president van het Wachttoren-, Bijbel- en Traktaatgenootschap, in die periode de officiële naam van het kerkgenootschap van Jehova's getuigen. Na de dood van Joseph Franklin Rutherford werd Knorr op 13 januari 1942 gekozen als zijn opvolger. Hij stierf op 8 juni 1977 en werd op 22 juni van hetzelfde jaar opgevolgd door Frederick William Franz.

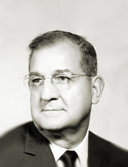
Nathan Homer Knorr

## Biografie
Knorr werd op 23 april 1905 in Bethlehem (Pennsylvania, VS) geboren en werd opgevoed in de Nederlands gereformeerde leer. Toen hij zestien was, verbond hij zich met de Bijbelonderzoekers. In 1922 trad hij uit de kerk waarin hij was opgevoed en op 4 juli 1923 werd hij gedoopt als Bijbelonderzoeker. Datzelfde jaar nog werd hij een fulltime colporteur en werd hij op 6 september 1923 uitgenodigd om in Brooklyn op het hoofdbureau van het Wachttorengenootschap te dienen. Op 11 januari 1934 werd Knorr tot medebestuurder van de Peoples Pulpit Association gekozen (de toenmalige uitgeverij en drukkerijen van Jehova's getuigen). Op 10 juni 1940 werd hij vicepresident van de corporatie van het Wachttorengenootschap in Pennsylvania die het drukwerk uitvoerde. Zijn verkiezing tot president van beide genootschappen en van de Britse corporatie, de International Bible Students Association, volgde in januari 1942. In 1953 trouwde Knorr met Audrey Mock. Hij stierf aan een hersentumor op 8 juni 1977, toen hij terminale verzorging ontving op de Watchtower Farms in Wallkill, Ulster County (New York), een vestiging van het Wachttorengenootschap.

## Stijl van leiderschap
Hoewel velen Knorr erg jong vonden en hem beschouwden als pluimstrijker van Rutherford, bleek Knorr een capabele bestuurder met een ijzeren wil. Hoewel hij zo nu en dan naar intimi de vriendelijkheid tentoonspreidde die zo kenmerkend was geweest voor Charles Taze Russell, leek zijn behandeling van anderen meestal meer op die van Rutherford. Knorr was een praktisch, zelfs zakelijk ingestelde man en zou aan het roer staan van een expansieve organisatie. Onder zijn leiding werd afscheid genomen van het vitriool in de publicaties, kenmerkend voor de stijl van Rutherford.

## Bijdrage aan Jehova's getuigen
Knorr droeg aanzienlijk bij aan de ontwikkeling van Jehova's getuigen, met een grote nadruk op opleiding. Binnen een maand nadat hij werd benoemd als president, werden voorbereidingen getroffen voor de Theocratische Bedieningsschool, een bijeenkomst van Jehova's getuigen gewijd aan instructie voor het vanhuistothuiswerk en het houden van lezingen op de overige bijeenkomsten van Jehova's getuigen. Op 24 september 1942 opperde Knorr dat het Wachttorengenootschap een opleiding zou moeten starten om zendelingen in het buitenland op te leiden. Het idee werd onmiddellijk unaniem goedgekeurd door de Board of Directors. De eerste klas van Gilead - de naam die de zendelingenopleiding kreeg - begon op 1 februari 1943.
Knorr voorzag in het oprichten van nieuwe bijkantoren in verschillende landen. In 1942, toen hij president werd, waren er wereldwijd 25 bijkantoren. Tot 1946 nam het aantal bijkantoren, ondanks de Tweede Wereldoorlog, toe tot 57. Gedurende de volgende 30 jaar steeg het aantal bijkantoren tot 97. Knorr vormde het Wachttorengenootschap om tot een productiegigant van op de Bijbel gebaseerde publicaties.

Hoewel Knorr weinig of niets van de schrijversvaardigheden van zijn voorgangers had en zeker hun charisma miste, was hij als bestuurder in veel opzichten bekwamer dan beiden. Onder zijn leiding werd het beleid geen nadruk te leggen op de rol en het prestige van individuen, dat door Rutherford werd begonnen - dat wil zeggen voor anderen dan hijzelf - tot voltooiing gebracht. In 1942 formuleerde Knorr het beleid dat alle publicaties van het Wachttorengenootschap anoniem gepubliceerd moesten worden - een beleid dat nog altijd wordt gevolgd - en werd zelfs de correspondentie van het Wachttorengenootschap geanonimiseerd. In plaats van een naam van de schrijver wordt onder brieven eenvoudig een stempel gezet met de 'handtekening' van het Wachttorengenootschap. Hierdoor moest de getuigengemeenschap voelen dat zij loyaal waren aan een organisatie, de organisatie van de Heer, in plaats van aan een mens.

Het aangescherpte disciplinaire beleid waarbij "rechterlijke comités" werden geïntroduceerd, werd onder Knorr ingevoerd. Van Knorr is de uitspraak: "Broeders, jullie kunnen er net zo lang over debatteren als je wilt, maar als het van de zesde verdieping komt [waar de drukpersen stonden], is het de waarheid." Vanaf de periode Knorr kan het uiten van een afwijkende zienswijze dan hetgeen in de publicaties van het Wachttorengenootschap staat, leiden tot excommunicatie. Ook de doctrine inzake het niet accepteren van bloedtransfusie werd gedurende Knorrs presidentschap geïntroduceerd.
Het bijhouden van statistische gegevens werd sterk uitgebreid: sindsdien wordt vrijwel elke activiteit van Jehova's getuigen vastgelegd in cijfers, zowel op individueel niveau (velddienstrapport) als lokaal (gemeentebericht), regionaal (kringbericht) tot zelfs landelijk niveau (landsbericht). Zijn zakelijke inslag was succesvol. Toen Knorr in 1942 President van het Wachttorengenootschap werd, waren er ruim 115 000 Jehova's getuigen wereldwijd. Toen hij in 1977 stierf waren het er bijna 2,25 miljoen.

### Congressen
Op grote congressen hield Knorr lezingen voor de toehoorders. Hij hield zijn eerste lezing als president op 20 september 1942 gehouden op het Theocratische Nieuwe-Wereldcongres in Cleveland (Ohio). Deze werd door middel van telefoonverbindingen en via het radiostation WBBR (dat het Wachttorengenootschap in eigen beheer had) simultaan uitgezonden naar ruim 50 andere locaties waar congressen werden gehouden. Het gezamenlijke aantal toehoorders werd geschat op 126.000. Deze lezingen werden later in brochurevorm uitgegeven. De lezing "Peace can it last?" (Vrede, van blijvende duur?), door Knorr, werd het jaar daarop uitgegeven.
In 1953, 1958, 1963 en 1968 werden grote internationale congressen gehouden, waarbij Knorr lange wereldreizen ondernam en de wereldwijde getuigengemeenschap toesprak.

### Religieuze vrijheid
In de periode Knorr werden fundamentele kwesties rond religieuze vrijheden bij gerechtshoven voorgebracht, tot aan het Hooggerechtshof van de Verenigde Staten toe. De belangrijkste gevallen betreffen de vrijheid van het colporteren en de vrijheid geen deel te nemen aan de vlaggengroet. (Jehova's getuigen beschouwen de vlaggengroet als afgoderij.) Ook andere rechtszaken werden in het voordeel van Jehova's getuigen beslist, waaronder de "vrijstelling van militaire dienst, vrijstelling van deelname aan politieke partijen, vrijheid van het kiesrecht, het recht van vrije meningsuiting, ... vrijheid van godsdienst, medische zelfbeschikking," etc.
In 1943 kreeg iedere Jehova's getuige een exemplaar van Freedom of Worship ("Vrijheid van aanbidding"). In 1950 werd in een brochure Defending and legally establishing the Good News ("Het goede nieuws verdedigen en wettelijk bevestigen") uitgegeven door het Wachttorengenootschap, met daarin een beschrijving van alle tot dan toe belangrijke rechtszaken die het Wachttorengenootschap had gewonnen.

### 1975
In de jaren 60 vlakte de groei van Jehova's getuigen af, maar toen het boek "Eeuwig leven — in de vrijheid van de zonen Gods" verscheen, waarin werd gezegd hoe "passend" het zou zijn als de duizendjarige regering van Christus parallel liep met het zevende millennium van ’s mensen bestaan, werd er aanzienlijke verwachting gewekt met betrekking tot het jaar 1975. De organisatie groeide hard in die jaren, maar toen in 1975 voorbij was, verlieten veel Jehova's getuigen de geloofsgemeenschap, teleurgesteld dat de profetie niet was uitgekomen.

## In Nederland

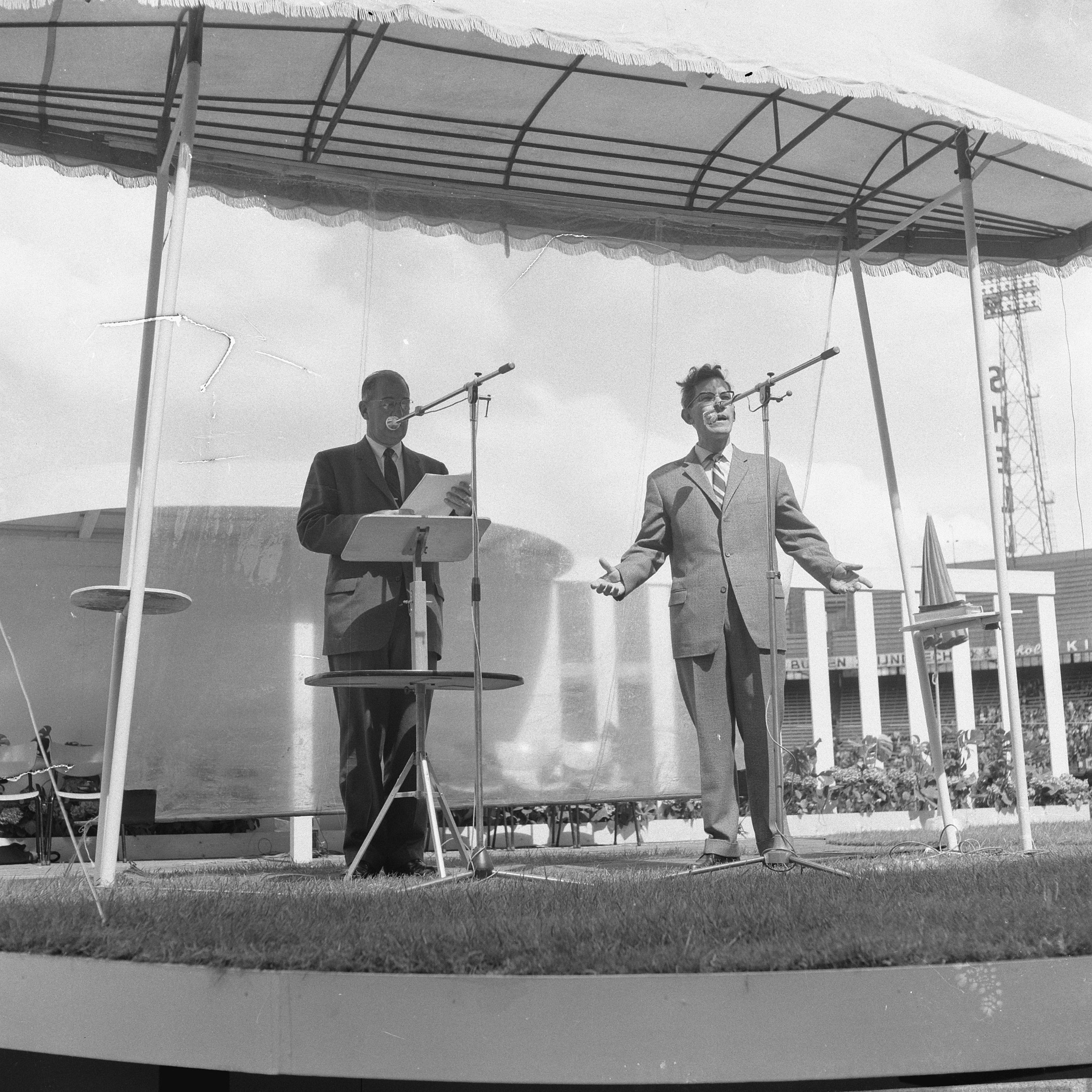
Knorr (links) spreekt in 1965 in De Kuip (Rotterdam), waarbij zijn toespraak werd vertaald door Robert Engelkamp (rechts)

In december 1945 bracht Knorr, in gezelschap van zijn secretaris Milton George Henschel, een bezoek aan Nederland. Zij deden de aanzet de organisatie van het werk van Jehova's getuigen weer op te pakken na de Tweede Wereldoorlog en zij startten met het houden van grote vergaderingen. Knorr onthief Arthur Winkler van zijn functie als landsopziener met het oog op de zware fysieke belasting die dit op Winkler zou leggen; aangezien Winkler zwaar gemarteld was in de oorlog, zou dit mogelijk te veel van hem vergen. In 1951 bezocht Knorr Nederland weer; over dit bezoek is niet veel bekend.
Op 19 september 1975 hield Knorr een lezing voor 3075 aanwezigen in een nieuwe congreshal in Bennekom. Hoewel een bezoek aan Nederland van 11 tot 16 mei 1977 was aangekondigd, is niet duidelijk of dit bezoek ook daadwerkelijk heeft plaatsgevonden. Gelet op zijn verslechterende gezondheid (hij overleed op 8 juni 1977), het gegeven dat Knorr sinds de herfst van 1976 praktisch volledig op zijn kamer verbleef en het ontbreken van ieder verslag of elke verwijzing naar een bezoek in mei 1977, is het aannemelijk dat dit bezoek werd geannuleerd.
Geschiedenis van het christendom · christendom van A tot Z